# El Salvador ai Giochi della XXXII Olimpiade
El Salvador ha partecipato ai Giochi della XXXII Olimpiade, che si sono svolti a Tokyo, Giappone, dal 23 luglio all'8 agosto 2021 (inizialmente previsti dal 24 luglio al 9 agosto 2020 ma posticipati per la pandemia di COVID-19) con una delegazione di 5 atleti impegnati in 4 discipline.

## Delegazione
| Sport            | Uomini | Donne | Totale |
| ---------------- | ------ | ----- | ------ |
| Atletica leggera | 1      | -     | 1      |
| Nuoto            | 1      | 1     | 2      |
| Pugilato         | -      | 1     | 1      |
| Vela             | 1      | -     | 1      |
| Totale           | 3      | 2     | 5      |

## Risultati

### Atletica leggera
Eventi su pista e strada
| Atleta              | Evento               | Batteria  | Batteria  | Semifinale      | Semifinale      | Finale          | Finale          |
| Atleta              | Evento               | Risultato | Posizione | Risultato       | Posizione       | Risultato       | Posizione       |
| ------------------- | -------------------- | --------- | --------- | --------------- | --------------- | --------------- | --------------- |
| José Andrés Salazar | 200 m piani maschili | 21"66     | 7º        | Non qualificato | Non qualificato | Non qualificato | Non qualificato |

### Nuoto
| Atleta         | Evento                       | Batterie | Batterie  | Semifinali      | Semifinali      | Finale          | Finale          |
| Atleta         | Evento                       | Tempo    | Posizione | Tempo           | Posizione       | Tempo           | Posizione       |
| -------------- | ---------------------------- | -------- | --------- | --------------- | --------------- | --------------- | --------------- |
| Marcelo Acosta | 800 m stile libero maschili  | 8'03"01  | 31º       | N.D.            | N.D.            | Non qualificato | Non qualificato |
| Marcelo Acosta | 1500 m stile libero maschili | 15'27"37 | 25º       | N.D.            | N.D.            | Non qualificato | Non qualificato |
| Celina Márquez | 100 m dorso femminili        | 1'03"75  | 36ª       | Non qualificata | Non qualificata | Non qualificata | Non qualificata |
| Celina Márquez | 200 m dorso femminili        | 2'14"72  | 23ª       | Non qualificata | Non qualificata | Non qualificata | Non qualificata |

### Pugilato
| Atleta             | Evento               | 16-esimi             | Ottavi               | Quarti               | Semifinali           | Finale               | Pos.            |
| Atleta             | Evento               | Avversario Punteggio | Avversario Punteggio | Avversario Punteggio | Avversario Punteggio | Avversario Punteggio | Pos.            |
| ------------------ | -------------------- | -------------------- | -------------------- | -------------------- | -------------------- | -------------------- | --------------- |
| Yamileth Solorzano | Pesi piuma femminile | Irie P 0–5           | Non qualificata      | Non qualificata      | Non qualificata      | Non qualificata      | Non qualificata |

### Vela
| Atleta           | Evento         | Regata | Regata | Regata | Regata | Regata | Regata | Regata | Regata | Regata | Regata | Regata | Regata | Regata | Punteggio Totale | Punteggio Netto | Classifica |
| Atleta           | Evento         | 1      | 2      | 3      | 4      | 5      | 6      | 7      | 8      | 9      | 10     | 11     | 12     | M      | Punteggio Totale | Punteggio Netto | Classifica |
| ---------------- | -------------- | ------ | ------ | ------ | ------ | ------ | ------ | ------ | ------ | ------ | ------ | ------ | ------ | ------ | ---------------- | --------------- | ---------- |
| Enrique Arathoon | Laser maschile | 28     | 17     | 11     | 25     | 27     | 19     | 25     | 17     | 15     | 9      | N.D.   | N.D.   | EL     | 193              | 165             | 23º        |